# Limonium virgatum
Limonium virgatum ist eine Pflanzenart aus der Gattung der Strandflieder (Limonium) in der Familie der Bleiwurzgewächse (Plumbaginaceae).

## Merkmale
Limonium virgatum ist ein ausdauernder Rosetten-Hemikryptophyt oder Halbstrauch, der Wuchshöhen von (10) 20 bis 45 (90) Zentimeter erreicht. Die Laubblätter sind schmal spatelig bis keilförmig, gerundet bis stumpf und messen 30 bis 80 × 4 bis 10 Millimeter. In der Regel sind zumindest die größeren Blätter dreinervig. 
Die Rispenäste erster Ordnung weisen Seitenäste auf. Die Ähren bestehen aus meist 4 bis 5, selten 2 bis 6 Ährchen, die in einem Winkel von 30 bis 40° abstehen und je Zentimeter 2 bis 4 Blüten aufweisen. Das innere Tragblatt misst 5,4 bis 6,6 Millimeter. Der Kelch ist 6,2 bis 6,5 Millimeter groß.
Die Blütezeit reicht von Juni bis Oktober.
Die Chromosomenzahl beträgt 2n = 27.

## Vorkommen
Limonium virgatum kommt im Mittelmeerraum vor. Die Art wächst in Dünentälern, auf Sand- und Felsküsten und auf Steppenrasen in Höhenlagen von 0 bis 200 Meter.